# Српска православна црква Светог Преображења у Панчеву
Српска православна црква Светог Преображења у Панчеву је подигнута у периоду од 1873. до 1878. године, под заштитом је Републике Србије као споменик културе у категорији непокретних културних добара од изузетног значаја.

## Архитектура
Црква у Панчеву је посвећена Светом Преображењу Господњем, саграђена је на месту старијег храма с почетка 18. века. Пројекат је израдио архитекта Светозар Ивачковић у неовизантијском стилу, тако да је црква једнобродна грађевина крстообразне основе са куполом монументалне величине и високим звоником издвојеним попут средњовековног пирга. Прецизно осмишљена фасадна декорација је са богато профилисаним кровним венцима, вишеделним прозорским отворима, полукружно завршеним и чипкастим розетама. За главне неимарске послове ангажовани су Фрања Ерлмајер из Београда и Михајло Томић из Панчева.
Иконостас је изведен према пројекту Милорада Рувидића и Бранка Таназевића, осликао је 1911. године Урош Предић у духу академског реализма. Зидним сликарством којем доминирају историјске композиције осликао је Стеван Алексић.
Током 2003. године изведени су конзерваторско-рестаураторски радови на звонику цркве.
- Историјске фотографије

- Црква Светог Преображења

- Унутрашњост цркве